# Xiaomi YU7
Xiaomi YU7 (кит. 小米YU7; пиньинь Xiǎomǐ YU7) — среднеразмерный электромобиль-кроссовер, разработанный китайской компанией Xiaomi Auto.
9 декабря 2024 года компания Xiaomi опубликовала изображения экстерьера YU7, а официальный запуск намечен на середину 2025 года.

## Название
Название электрического кроссовера Xiaomi YU7 (где YU произносится как /ü/ или [y˥˩] в системе IPA) образовано от китайского термина 御风而行, что переводится как «оседлая ветер».

## История
Опытные образцы YU7 были замечены в середине 2024 года. В Интернете появились различные шпионские снимки.
9 декабря 2024 года компания Xiaomi опубликовала изображения экстерьера YU7, предполагаемый официальный запуск которого запланирован на середину 2025 года. Кроме того, некоторые технические характеристики и изображения автомобиля были опубликованы в публичных документах о сертификации Министерства промышленности и информатизации КНР. Представители Xiaomi заявили, что компания сертифицировала автомобиль на несколько месяцев раньше, чем это было необходимо, чтобы можно было ездить на нём без камуфляжа, что позволило лучше протестировать характеристики шума и вибрации, эффективность и запас хода силовой установки, а также общую долговечность.
Сборка Xiaomi YU7 организована на заводе Xiaomi F2 EV в Ичжуане, Пекин, строительство которого началось в августе 2024 года и должно завершиться к июлю 2025 года.
22 мая 2025 года электрический кроссовер Xiaomi YU7 был официально представлен.

## Технические характеристики
Технические характеристики YU7 ещё не были официально опубликованы компанией Xiaomi, но были раскрыты в документах о государственной сертификации, опубликованных 9 декабря 2024 года Министерством промышленности и информатизации КНР, где был подробно описан один из вариантов автомобиля.
YU7 оснащён двумя электродвигателями с приводом на все колёса. Мощность переднего электродвигателя составляет 220 кВт (295 л. с.), а заднего — 288 кВт (386 л. с.). Суммарная мощность — 508 кВт (681 л. с.) в конфигурации, аналогичной Xiaomi SU7 Max. Питание осуществляется от литий-никель-марганец-кобальт-оксидного аккумулятора, поставляемого компанией CATL. Снаряжённая масса составляет 2405 кг, а максимальная скорость — 253 км/ч.